# 貉
貉，又称貉子。犬科动物，棕灰色毛，耳朵短小，嘴尖，两颊长有长毛。生活在山林中，昼伏夜出，以鱼虾和鼠兔为食。是一种珍贵的毛皮兽，现在已开始大规模圈养。
野生貉对环境适应性较强，除荒漠地带外，由亚寒带到亚热带地区的平原，丘陵及部分山地，均可生活。多栖息于河谷、草原和靠近河流、溪谷、湖泊的草原地带和丛林中。常利用树漏、石缝或其它洞穴进行穴居，有时也自行营巢穴居。貉屬雜食動物，消化系統的特點功能介於肉食動物和草食動物之間。
在上海市郊的部分居民区，貉已经适应了城市生活，主要以厨余垃圾和猫粮为食，这些貉无法在野外独立生存。

## 入侵種
貉在20世紀初就已經被引入歐洲，在蘇聯作為毛皮动物養殖，在英國則有人作為寵物。在2016年，在法國、荷蘭、瑞典、芬蘭、德國和波蘭，都已經成為入侵種，對自然生態造成危害。為了控制野外族群，瑞典禁止飼養貉，並且正試圖全面撲殺野外族群。

## 延伸阅读
[在维基数据编辑]
 《欽定古今圖書集成·博物彙編·禽蟲典·貉部》，出自陈梦雷《古今圖書集成》